# عادل السليمي
عادل السليمي، من مواليد 16 نوفمبر 1972 في باب جديد في تونس، لاعب كرة قدم تونسي سابقاً و مدرب حالياً في نادي الخور القطري .
لعب مع عدة أندية مثل النادي الأفريقي ونادي نانت الفرنسي ونادي ريال خين الإسباني ونادي فرايبورغ الألماني.
لعب مع منتخب تونس لكرة القدم وخاض كأس العالم سنتي 1998 و2002.
بدأ مسيرته كمدرب سنة 2006 في الرابطة المحترفة الثانية مع فريق المستقبل الرياضي القابسي ثم مع نادي جندوبة الرياضية الذي حقق معه الصعود إلى مصاف النخبة.

## روابط خارجية
- عادل السليمي على موقع الاتحاد الأوربي (الإنجليزية)
- عادل السليمي على موقع قاعدة بيانات كرة القدم.إي يو (الإنجليزية)
- عادل السليمي على موقع ناشيونال فوتبول تيمز (الإنجليزية)
- عادل السليمي على موقع عالم كرة القدم.نت (الإنجليزية)
- عادل السليمي على موقع كووورة
- عادل السليمي على موقع أوليمبيديا (الإنجليزية)